# 行天豊雄
行天 豊雄（ぎょうてん とよお、1931年1月2日 - ）は、日本の大蔵官僚、財務官。

## 人物

### 生い立ち
神奈川県出身。1943年（昭和18年）に間門国民学校卒業、1948年（昭和23年）には神奈川県立横浜第一中学校卒業した。
同年、第一高等学校に入学。同校文科乙類（ドイツ語）のクラスメートには、本間長世（東大名誉教授、アメリカ史）、芳賀徹（東大教授、比較文化史）、高階秀爾（東大教授、美術史）らがいた。翌年、学制改革に伴い新制東京大学を受験するも不合格となり、1950年（昭和25年）に早稲田大学政治経済学部新聞学科に入学した。同大学新聞学科のクラスメートには、早坂茂三（田中角栄秘書）、岡村喬生（オペラ歌手）、越智勝幸（日本経済新聞政治部長）らがいた。
翌1951年（昭和26年）、東京大学を再受験して合格し入学。1955年（昭和30年）に同大学経済学部経済学科を卒業。今野源八郎ゼミ（アメリカ経済論）に所属していた。

### 大蔵官僚
東大を卒業した1955年（昭和30年）、大蔵省（当時）に入省、主税局税関部業務課に配属された。
同期の入省者には、平澤貞昭（横浜銀行会長、同行頭取、大蔵事務次官、銀行局長、経済企画庁長官官房長）、水野勝（JT社長、国税庁長官、主税局長、東京国税局長）、藤井裕久（財務大臣、民主党代表代行、民主党幹事長、大蔵大臣）、岸田俊輔（証券局長）、宮本一三（文部科学副大臣、金融再生総括政務次官）、宍倉宗夫（防衛事務次官）、佐藤光夫（関税局長、アジア開発銀行総裁）、松岡宏（関東信越国税不服審判所長）、古橋源六郎（KKR理事長、総務事務次官）らがいた。
入省翌年の1956年（昭和31年）9月からは、アメリカ合衆国のプリンストン大学大学院社会経済学部に留学した。2年後に留学から帰国すると、為替局に務めた。
1984年（昭和59年）に国際金融局長に就任、翌1985年のプラザ合意に大場智満財務官らと日本側事務方代表として参加し、日本を代表する「通貨マフィア」として知られるようになった。さらに翌1986年年6月から1989年（平成元年）7月まで財務官を務め、ルーブル合意にも関与した。また、行天は同年、早大政経学部（中退）の同級生にあたり当時野村證券副社長だった寺澤芳男を、同年に発足した多国間投資保証機関 (MIGA) の初代長官として推薦している。
同年、行天は大蔵省顧問となり、翌1990年（平成2年）に退官となった。

#### 大蔵省における経歴
- 1955年 - 主税局税関部業務課
- 1956年 - プリンストン大学大学院社会経済学部留学
- 1958年 - 為替局総務課調査主任[3]
- 1960年 - 国際通貨基金研修
- 1961年 - 為替局総務課企画係長[4]
- 盛岡税務署長
- 1964年 - 国際通貨基金[5]
- 1966年 - 渡辺武アジア開発銀行総裁補佐官
- 1969年 - 銀行局銀行課課長補佐（総括・都市銀行等）[6]
- 1971年 - 大臣官房財務官室長
- 1972年 - 羽田税関支署長
- 1973年 - 国際金融局国際機構課長
- 1975年 - 理財局資金第二課長
- 1977年 - 国際金融局調査課長
- 1978年 - 大臣官房参事官（副財務官）
- 1980年 - 大臣官房審議官（国際金融局担当）
- 1983年6月 - 大臣官房審議官（銀行局担当）
- 1984年6月27日 - 国際金融局長
- 1986年6月10日 - 財務官
  - 1987 - 1988年、当時問題となっていた中南米の債務問題解決のために、当時の宮澤喜一蔵相の下、行天や内海孚国際金融局長、黒田東彦国際機構課長らで「宮澤構想」をまとめた[7]。
- 1989年7月18日 - 大蔵省顧問
- 1990年8月6日 - 退官

### 退官後
退官後の1991年（平成3年）7月には東京銀行に顧問として天下りし、翌年6月には同行会長に就任した。また、ハーバード大学客員教授、プリンストン大学客員教授なども歴任、1995年（平成7年）12月には財団法人国際通貨研究所理事長となった。さらに、1998年（平成10年）7月から12月までは内閣特別顧問を務めた。
2000年（平成12年）、日本長期信用銀行出身の日本電子決済企画代表取締役社長松尾泰一や、同じく長銀出身の社会基盤研究所社長平尾光司とともに、「イーバンク銀行」設立構想記者説明会でネット銀行「eBANK」の設立を発表。同年日本CFO協会理事長。
第1回緊急首脳会議（金融サミット）を前にした2008年（平成20年）11月4日には、野上義二とともに内閣官房参与（国際金融問題担当）に任命された。さらに翌年9月17日には、財務大臣（当時）藤井裕久が大臣就任記者会見において、行天を財務省の特別顧問に迎えることを明らかにした。
2011年（平成23年）5月に日本CFO理事長を退任し、同年6月名誉相談役に就任。2016年（平成28年）10月、公益財団法人国際通貨研究所理事長を退任し、名誉顧問に就任。

### 私生活
特技は水泳。仏ブルゴーニュのChevalier de Tate-vinという称号を持っており、以来ワインはブルゴーニュ派である。
友人に中野好之（エドモンド・バーク研究、父は英文学者中野好夫）、赤木昭夫（NHK解説委員）らがいる。

## 家族
兄は千葉医学専門学校を卒業し、NHK解説委員を経て評論家となった行天良雄。息子は1984年、日本興業銀行（現みずほ銀行）に入行。

## エピソード
- 1956年にフルブライト留学生としてプリンストン大学に留学した際、シアトルのカフェで、ウエートレスに「ダーク・オア・ホワイト」と聞かれて、人種を尋ねられたと思い「イエロー」と答えたら、黒パンと白パンのどちらがいいか、ということだった[11]。